# Бучали
Буча́ли —  село в Україні, у Львівському районі Львівської області. Розташоване на залізничній лінії Львів - Самбір. Населення становить 1300 осіб. Орган місцевого самоврядування — Комарнівська міська рада.

## Історія
На території села знаходиться 5 бригада учгоспу "Комарнівський"  Львівської зооветеринарної академії, яка має 500 га землі. Напрям господарства — зерно-тваринницький.
В Бучалах працюють дев'ятирічна школа, клуб, бібліотека; народний дім (2017). За післявоєнний період споруджено 200 житлових будинків.
Уперше село згадується в історичних документах на початку 16 століття. Жорстка експлуатація зумовила у 1819 році антифеодальний виступ селян, який був придушений військовою силою.

## Населення

### Мова
Розподіл населення за рідною мовою за даними перепису 2001 року:
| Мова            | Кількість | Відсоток |
| --------------- | --------- | -------- |
| українська      | 1342      | 99.78%   |
| польська        | 2         | 0.15%    |
| інші/не вказали | 1         | 0.07%    |
| Усього          | 1345      | 100%     |

## Галерея

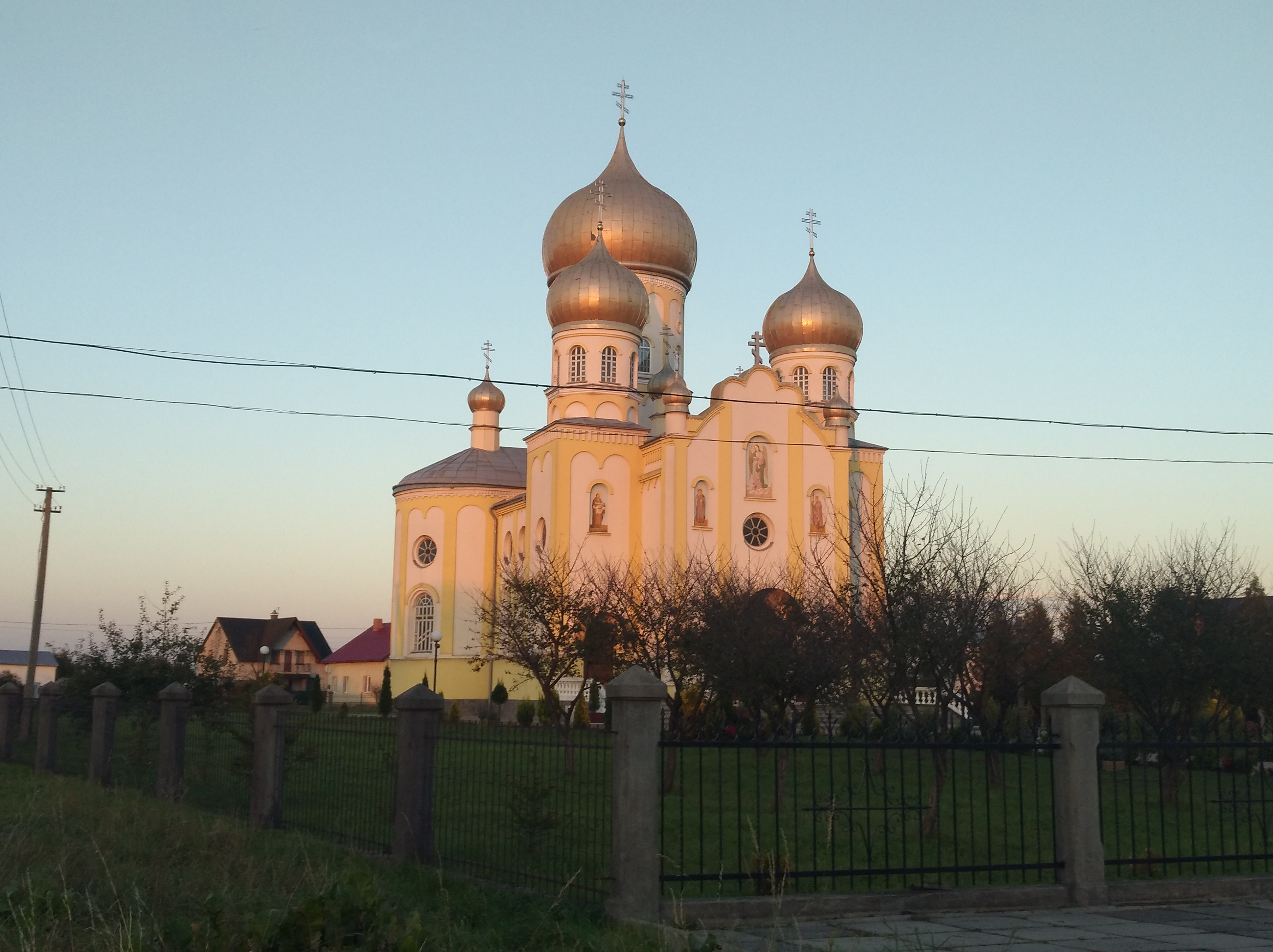
Церква Св. Архангела Гавриїла
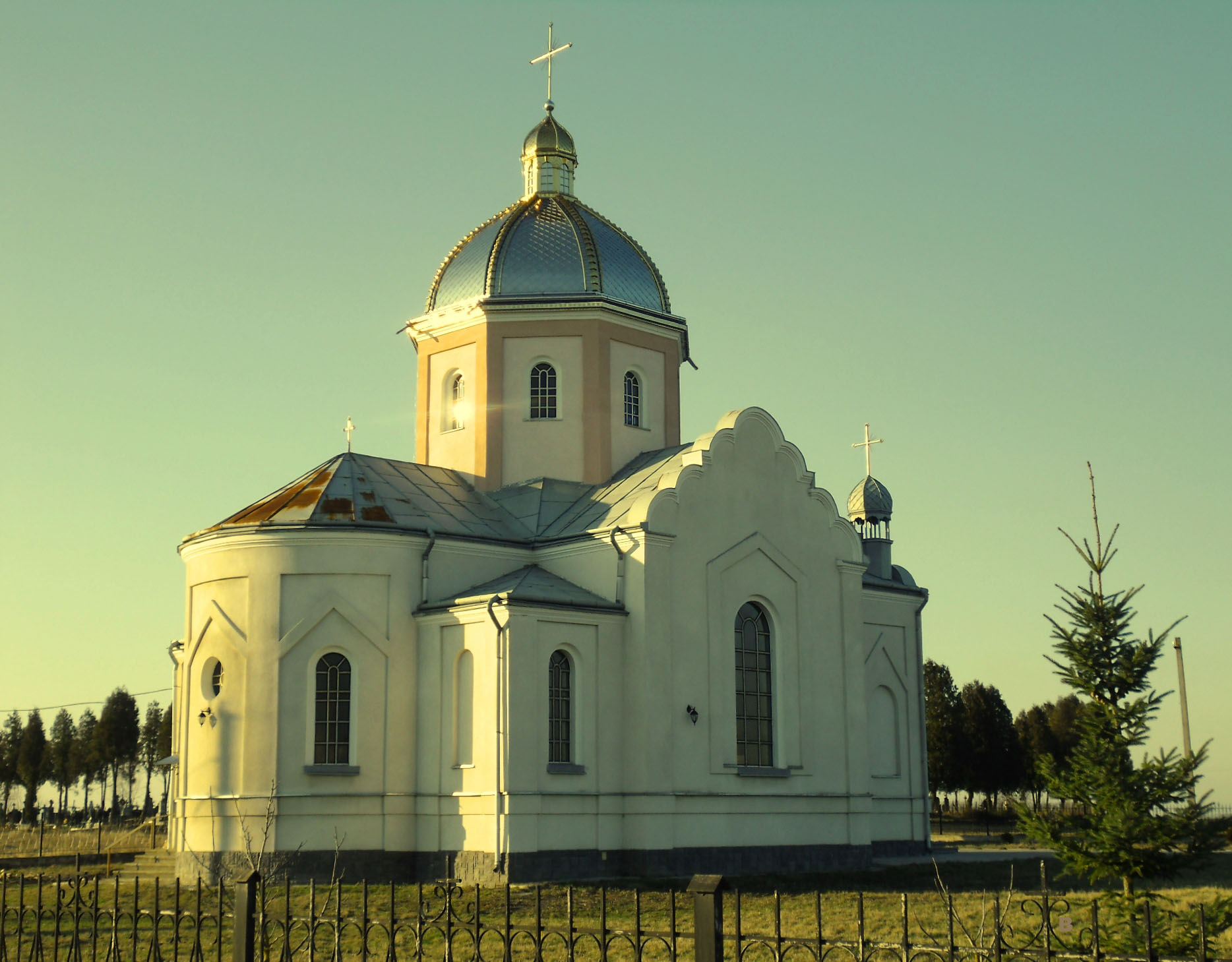
Церква Пресвятої Трійці
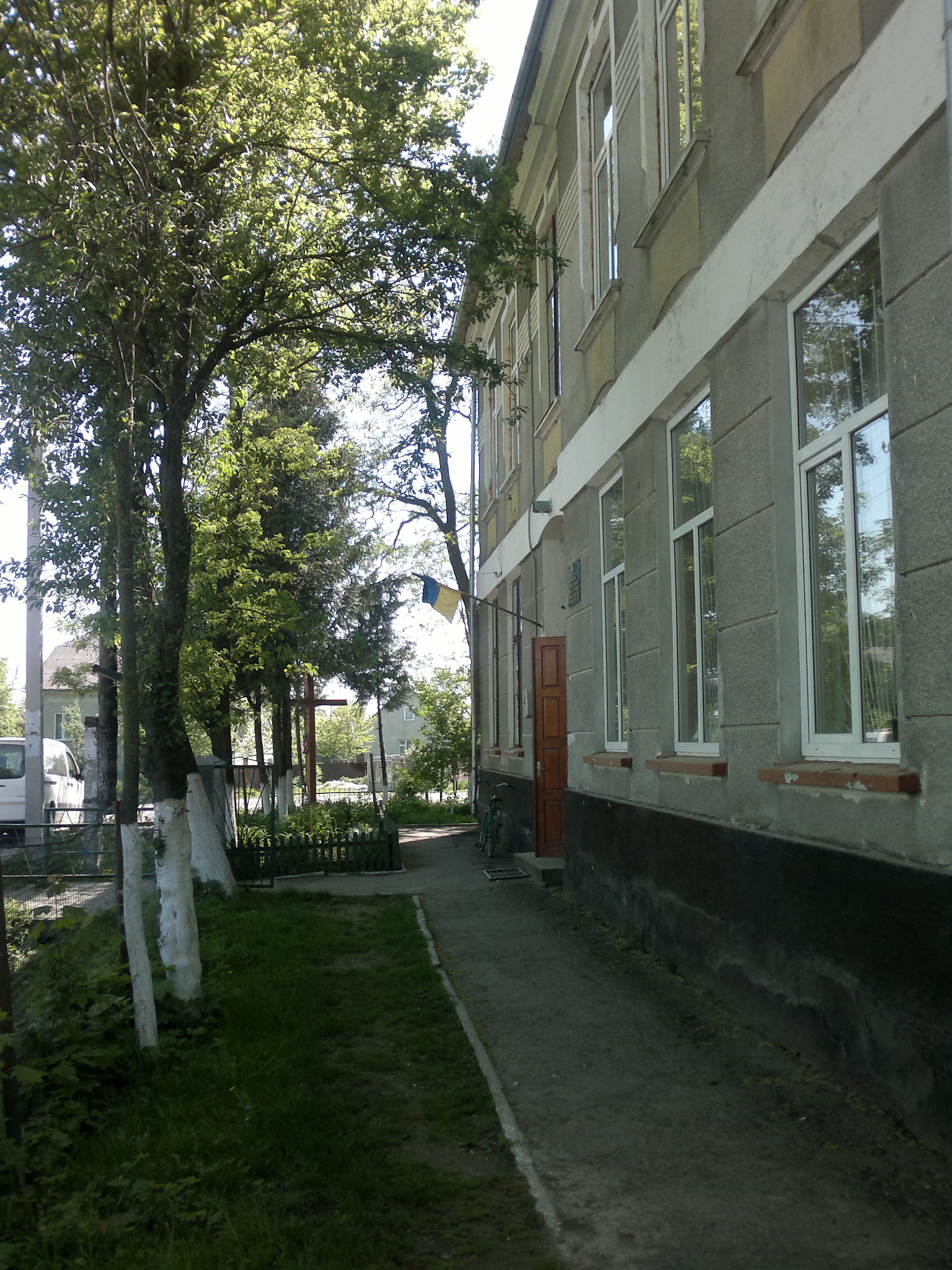
Школа
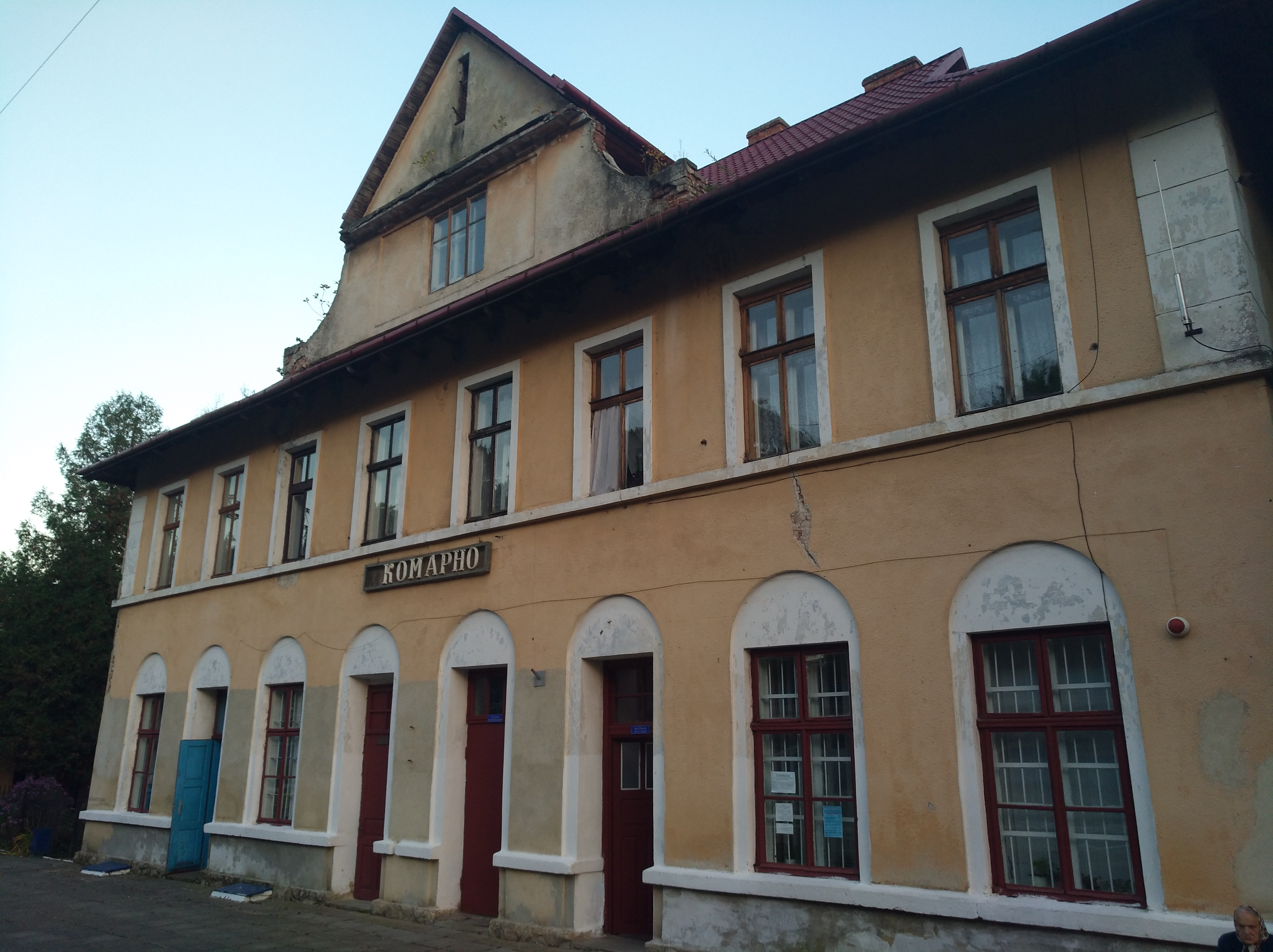
залізнична станція Комарно